# Еврейская теологическая семинария (Нью-Йорк)
Еврейская теологическая семинария (англ. Jewish Theological Seminary; кратко JTS) — нью-йоркская религиозная школа иудаизма, возникшая в 1902 году как продолжение филадельфийской семинарии, учреждённой Сабато Морейсом (1889 год), центр консервативного иудаизма и академических исследований.
В некоторых источниках названа как Еврейская теологическая семинария в Америке.

## История
ЕТСА основана, в Нью-Йорке, в 1886 году, группой еврейских общественных деятелей, во главе которых стоял Иосиф Блументаль, также одним из основателей был Иосиф Ньюбургер, позже ставший судьёй в городе Нью-Йорк.
Первым президентом учреждения состоял Соломон Шехтер, профессорами: по библейской экзегезе— Израиль Фридлендер (поляк, выходец из Российской империи), по Талмуду — Луи Гинзберг (также из Российской империи), по истории — Александр Маркс.
В документе, выданном штатом Нью-Йорк, 20 февраля 1902 года, Нью-Йоркской теологическая семинария, ей предоставляется выдавать дипломы на звания раввина, хазана и доктора еврейской литературы, а также свидетельства на звание учителей в еврейских школах.
Как сообщает Еврейская энциклопедия Брокгауза и Ефрона (ЕЭБЕ), по постановке преподавания предметов еврейской науки и по богатству книгохранилища, нью-йоркская семинария, в начале XX века, являлась наиболее образцовым учреждением.
Число учеников в высшем отделении было 37, в низшем — 120.
В 1934 году Еврейская теологическая семинария переведена в Иерусалим, и знаменитая Библиотека Шокена, составила основу института.
С 1947 года семинария имела филиал в Лос-Анджелесе (Университет иудаизма).
В 1961 году в Иерусалиме открыт Институт еврейских исследований имени Ш. З. Шокена.
В 1962 году в Иерусалиме открыт Американский студенческий центр имени С. Шехтера и отделение Еврейской теологической семинарии.
В 1977 году открыты годичные курсы изучения основ иудаизма для учащихся студенческого возраста из разных стран мира.